# Łukasz Kądziela
Łukasz Kądziela (ur. 30 października 1955 w Milanówku, zm. 7 maja 1997) – polski historyk, działacz opozycji w okresie PRL.

## Życiorys
Był synem Jerzego Kądzieli i Teresy Kądzieli z d. Żółkowskiej.
Był uczniem Liceum Ogólnokształcącego im. Narcyzy Żmichowskiej w Warszawie, przewodniczącym jego samorządu szkolnego. W 1974 rozpoczął studia historyczne na Uniwersytecie Warszawskim. Był wychowankiem Sekcji Rodzin i działaczem Sekcji Kultury warszawskiego Klubu Inteligencji Katolickiej. Był sygnatariuszem jednego z listów przeciwko zmianom w Konstytucji PRL w 1975. W 1974 rozpoczął studia historyczne na Uniwersytecie Warszawskim Od 1976 był współpracownikiem Komitetu Obrony Robotników i jednym z liderów studenckiego ruchu opozycyjnego na swojej uczelni, angażował się w działalność Studenckiego Komitetu Solidarności w Warszawie. W 1978 ukończył studia, pisząc pracę magisterską pod kierunkiem Andrzeja Zahorskiego. Zaangażowanie opozycyjne uniemożliwiło mu początkowo zatrudnienie na UW, pracował jako sekretarz Witolda Kuli,  od 1979 w redakcji Kroniki Warszawy. W lutym 1981 został pracownikiem macierzystej uczelni. Angażował się w działalność NSZZ „Solidarność”, a w latach 80. Prymasowskiego Komitetu Pomocy Osobom Pozbawionym Wolności i ich Rodzinom. W 1983 został razem z kilkoma innymi osobami porwany z siedziby komitetu i pobity przez zamaskowanych funkcjonariuszy Służby Bezpieczeństwa.
W 1989 obronił pracę doktorską Działalność publiczna Fryderyka Józefa Moszyńskiego na terenie Rzeczypospolitej w latach 1788-1794 napisaną pod kierunkiem Andrzeja Zahorskiego. Praca ta stanowiła podstawę książki Między zdradą a służbą Rzeczypospolitej. Fryderyk Moszyński w latach 1792-1793 (wyd. 1993), Opublikował także osiem biogramów w Polskim Słowniku Biograficznym, popularyzatorskie prace Rozbiory Polski 1772-1793-1995 (1990 - z Tadeuszem Cegielskim) i Narodziny Konstytucji 3 Maja (1991), a także reedycję pism politycznych Kołłątaj i inni. Z publicystyki doby Sejmu Czteroletniego (1991). Od 1993 pracę na UW łączył z pracą w Bibliotece Narodowej. W 2004 wydano pośmiertnie jego pracę Fryderyk Moszyński w insurekcji kościuszkowskiej zredagowaną na podstawie rękopisu przez Andrzeja Haratyma, a w 2011 tom artykułów Od Konstytucji do Insurekcji. Studia na dziejami Rzeczypospolitej w latach 1791-1794. 
Zmarł na chorobę nowotworową.
W 2010 został pośmiertnie odznaczony Krzyżem Kawalerskim Orderu Odrodzenia Polski.